# District Koerilski
District Koerilski (Russisch: Курильский район; [Koerilski rajon]; "district Koerilen") is een district binnen de Russische oblast Sachalin. Het omvat de Koerileneilanden van de Centrale groep; Rajkoke, Matoea, Rassjoea, de Oesjisjir-eilanden, Ketoj en Simoesjir en een aantal eilanden van de Zuidelijke groep; Bro-oetona, de Tsjornieje Bratja-eilanden, Oeroep en Itoeroep (het grootste eiland van de Koerilen). Het district grenst in het noorden aan het district Severo-Koerilski en in het zuiden aan het district Joezjno-Koerilski.
De bevolking bedroeg 7.108 personen in 2002, tegen 10.498 in 1989. Van de bevolking in 2002 woonden 2.233 mensen in de stedelijke (gorodskoje poselenieje) en 4.875 in de landelijke regio (selskoje poselenieje). Het bestuurlijk centrum is het stadje Koerilsk op Itoeroep.
Het district omvat naast Koerilsk de volgende nederzettingen:
Itoeroep
- Aktivny of Aktivnoje (gehucht)
- Boerevestnik (gehucht)
- Gorny (posjolok)
- Gorjatsjye Kljoetsji (posjolok)
- Kitovy (posjolok)
- Kordon Pioner (onbewoond)
- Rejdovo (selo)
- Rybaki (posjolok)
- Sentjabrski (posjolok)

Simoesjir
- Kraternoje (posjolok; verlaten geheime luchtmacht- en onderzeeërbasis)
- Sjoemi-Gorodok (gehucht)

In de jaren 40 en 50 bevonden zich nog ongeveer 50 grotere en kleinere nederzettingen op de eilanden (exclusief grensposten) variërend van enkele tientallen tot enkele duizenden, maar veel van de nederzettingen zijn sindsdien verlaten. Vooral in de jaren 90 zijn veel plaatsen en militaire basissen verlaten. De bewoning is nu vooral geconcentreerd op het centrale deel van het eiland Itoeroep rond het stadje Koerilsk. De nederzetting Pioner had eerder meer inwoners als het stadje Koerilsk, maar is nu verlaten. Ook Boerevestnik wordt nauwelijks nog bewoond; alleen nog door personeel voor het vliegveld aldaar.
Binnen het district bevinden zich 9 actieve vulkanen, het hoogste aantal van de districten van de Koerilen.
Itoeroep wordt met de eilanden van het district Joezjno-Sachalinski geclaimd door Japan, die het de "Noordelijke territoria" noemt. Volgens Japan, dat zich beroept op het verdrag van Shimoda uit 1855, behoren de eilanden tot de subprefectuur Nemuro van de prefectuur Hokkaidō.